# Przeworno

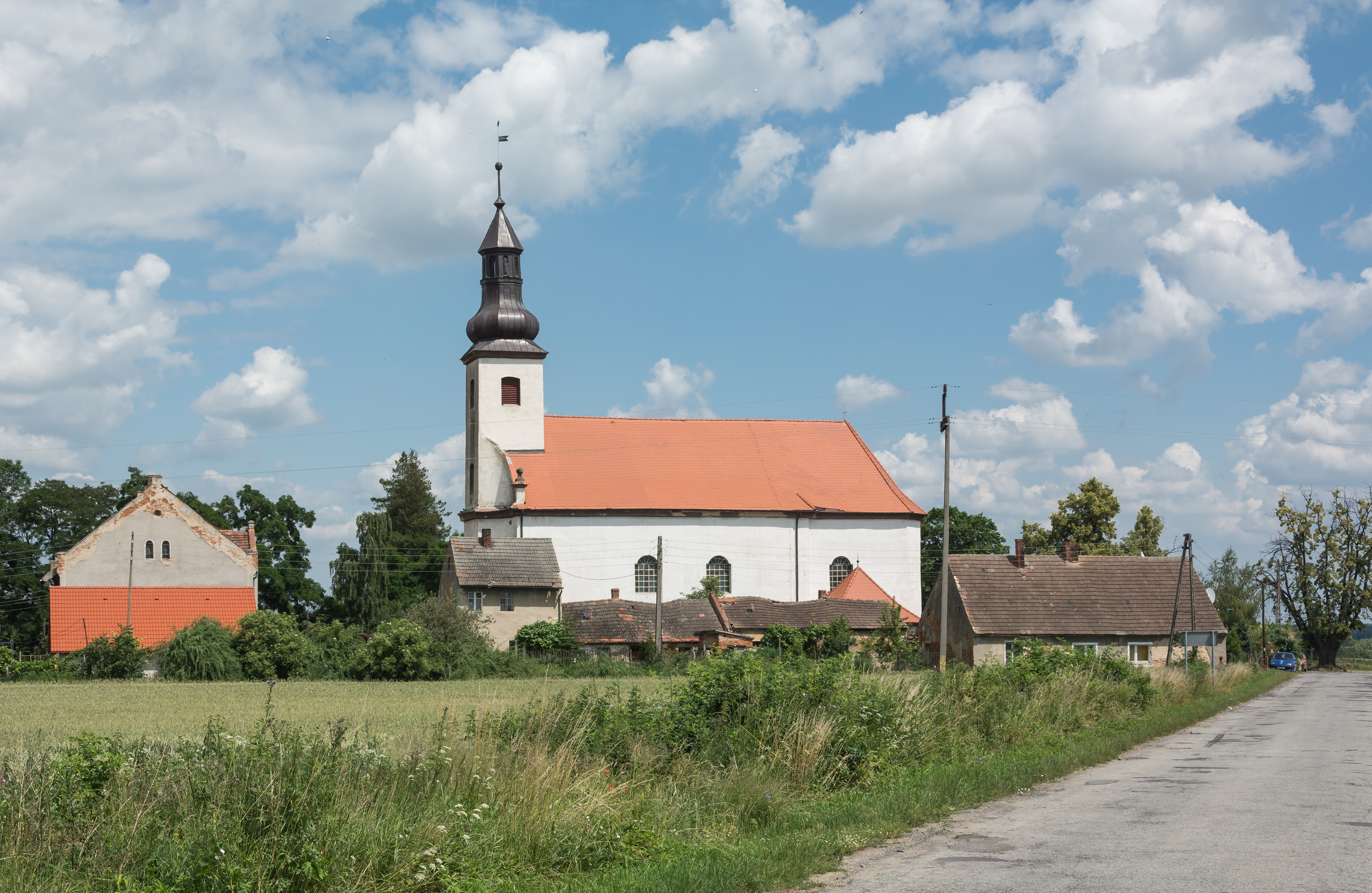
Dreifaltigkeitskirche in Przeworno

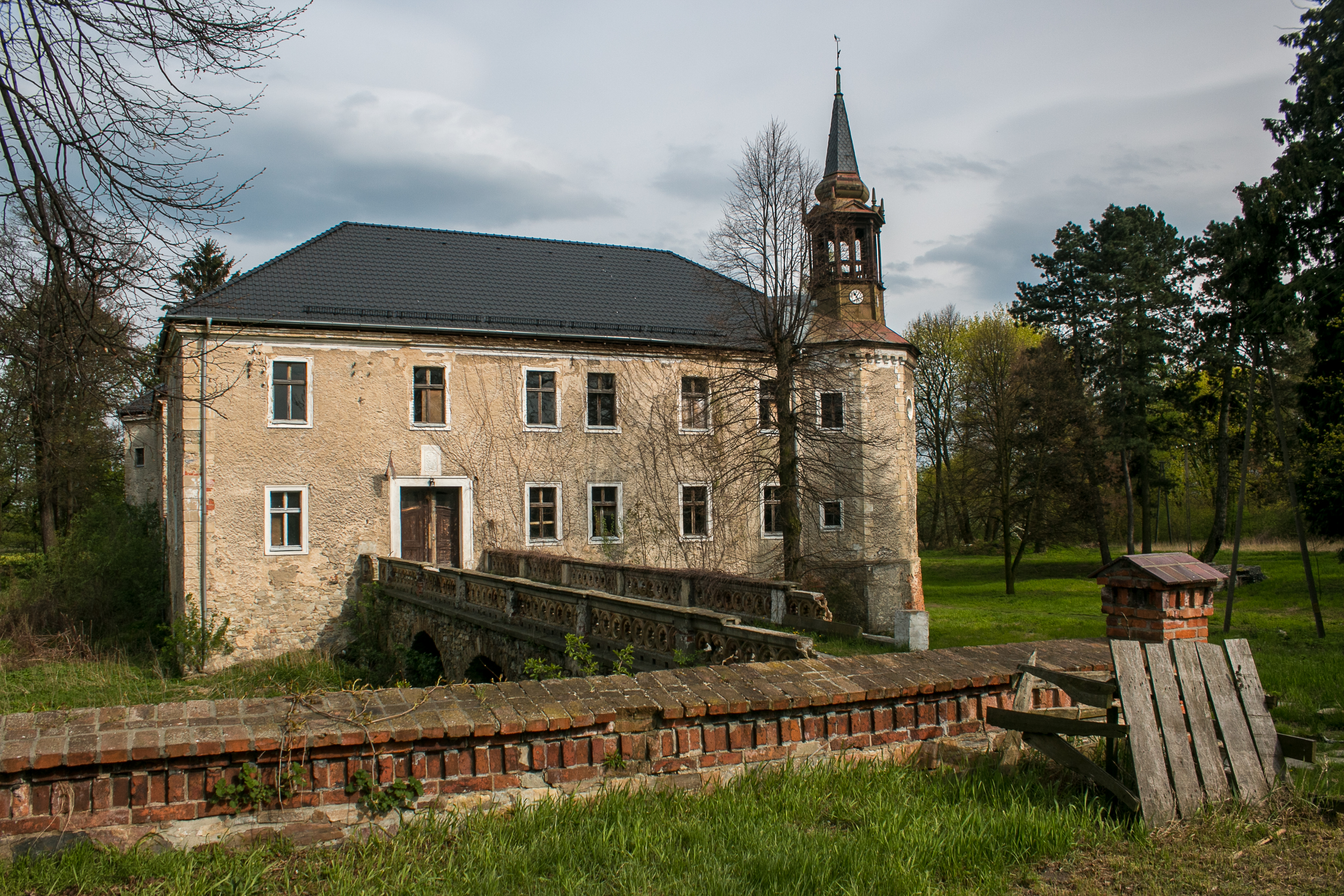
Schloss Prieborn

Przeworno (deutsch Prieborn) ist ein Ort der Landgemeinde Przeworno mit 4717 Einwohnern (Stand 31. Dezember 2020) im Powiat Strzeliński der Woiwodschaft Niederschlesien in Polen.

## Geographische Lage
Przeworno liegt etwa zwölf Kilometer südsüdöstlich von Strzelin (Strehlen). Nachbarorte sind Miłocice (Habendorf) im Westen, Samborowiczki (Altschammendorf) im Nordwesten, Krzywina (Krummendorf) im Norden, Cierpice (Türpitz) im Süden, Strużyna (Schönbrunn) im Nordosten und Rożnów (Nieder Rosen) im Osten.

## Geschichte
Prieborn wurde 1297 in einer Urkunde als „Antiquum preuorn“ und 1318 als „Priworn“ erwähnt. Der Ort war früher in Besitz der Familie von Czirn, die auf der Burg Rummelsberg saß. Die Familie erschien seit Anfang des 14. Jahrhunderts im Gefolge der Herzöge von Schweidnitz, vom 15. Jahrhundert bis zum Dreißigjährigen Krieg gehörten ihr der Rummelsberg und Prieborn.
Nach dem Tod des Brieger Herzogs Georg Wilhelm I. 1675, mit dem das Geschlecht der schlesischen Piasten erlosch, fiel Prieborn zusammen mit dem Herzogtum Brieg als erledigtes Lehen durch Heimfall an den böhmischen Landesherrn. 1687 gelangte die Herrschaft Prieborn pfandweise an den königlichen Landhofrichter Johann Ludwig von Waffenberg zur Absicherung von dessen vorgestreckten 100.000 Gulden. Vermutlich deshalb erhielt er von Kaiser Karl VI. am 15. Dezember 1713 neben dem Inkolat auch die böhmische Grafenwürde.
Nach dem Ersten Schlesischen Krieg 1742 fiel Prieborn zusammen mit dem größten Teil Schlesiens an Preußen. König Friedrich II. übertrug die Herrschaft Rummelsberg, zu der die Dörfer Prieborn, Siebenhufen, Habendorf, Krummendorf und Türpitz gehörten, an die Berliner Charité.
1840 zählte Prieborn ein königliches Untersteueramt von Schweidnitz, eine Freischoltisei, 119 Häuser, ein herrschaftliches Schloss, ein Vorwerk, 927 Einwohner (davon 261 katholisch und der Rest evangelisch), eine evangelische Pfarrkirche mit Pfarrwidum unter königlich-preußischem Kirchenpatronat (eingepfarrt Prieborn und Siebenhufen), eine evangelische Schule (eingeschult Siebenhufen), katholische Kirche zu Siebenhufen, eine Wassermühle, eine Ölmühle, eine Sägemühle, eine Zuckerraffinerie, sechs Arbeiter, ein Brauer, ein Malzhaus, 45 Handwerker und fünf Händler. In Prieborn wurde der sogenannte blaue, eigentlich graue Marmor gebrochen, der früher häufig für Bau- und Bildhauerarbeiten verwendet wurde.
Bis 1945 war Prieborn eine Gemeinde im Landkreis Strehlen, Regierungsbezirk Breslau, der preußischen Provinz Schlesien des Deutschen Reichs. Prieborn war Sitz des gleichnamigen Amtsbezirks.
Gegen Ende des Zweiten Weltkriegs wurde die Region im Frühjahr 1945 von der Roten Armee besetzt. Nach Beendigung der Kampfhandlungen wurde Prieborn 1945 zusammen mit dem größten Teil Schlesiens seitens der sowjetischen Besatzungsmacht  der Volksrepublik Polen zu Verwaltung überlassen. Nachfolgend wurde es durch die polnische Administration in Przeworno umbenannt. Die deutschen Einwohner wurden, soweit sie nicht geflohen waren, von der polnischen Administration vertrieben oder an der Rückkehr gehindert. Die neu angesiedelten Bewohner stammten teilweise aus Ostpolen, das von der Sowjetunion besetzt worden war.

### Demographie
| Jahr | Einwohner | Anmerkungen             |
| ---- | --------- | ----------------------- |
| 1825 | 0594      | darunter 83 Katholiken  |
| 1840 | 0927      | darunter 261 Katholiken |
| 1933 | 1031      | [ 6 ]                   |
| 1939 | 0930      | [ 6 ]                   |

## Sehenswürdigkeiten
- Schloss Prieborn
- Landschaftspark
- Dreifaltigkeitskirche

## Verkehr
Im Bahnhof Przeworno traf die Bahnstrecke Otmuchów–Przeworno auf die Bahnstrecke Grodków Śląski–Głęboka Śląska. Beide Strecken werden nicht mehr betrieben.

## Persönlichkeiten
- Max Drischner (1891–1971), Komponist, Kantor, Organist und Cembalist.

## Schrifttum bis 1945
- Prieborn, Dorf und Rittergut, am Krühnwasser, Kreis Strehlen, Regierungsbezirk Breslau, Provinz  Schlesien. In:  Meyers Gazetteer, mit Eintrag aus Meyers Orts- und Verkehrslexikon, Ausgabe 1912, sowie einer historischen Landkarte der Umgebung von Prieborn (meyersgaz.org).